# Universidad del Valle de Guatemala
La Universidad del Valle de Guatemala (UVG) es una universidad privada secular localizada en la Ciudad de Guatemala, Guatemala. Fue fundada en 1966 por una fundación privada, que había previamente supervisado el Colegio Americano de Guatemala (en inglés: American School of Guatemala). Fue la primera universidad privada en dar un fuerte énfasis al marco técnico y tecnológico en el país. El registro del nombre de dominio del código de país .gt es operado por esta universidad. La UVG ocupa el lugar 175 en el QS Latin American University Rankings de la clasificación académica de universidades de Latinoamérica.

## Facultades
La universidad tiene 7 diferentes facultades: Ingeniería, Educación, Ciencias Sociales, Ciencias y Humanidades, Design Innovation and Arts, Global Management and Business Intelligence y Colegio Universitario.

## Asociaciones y clubes
La escuela tiene diferentes clubes (artísticos, deportivos y académicos),asociaciones y agrupaciones, que promueven la participación de los estudiantes.
Actualmente existen 8 clubes artísticos dentro de los cuales son Coro Voces del Valle, Uke-Club, Fotografía, Danza, Jazz, Guitarra, Teatro y Marimba UVG. Por su lado los clubes académicos son Sociedad de Debate, GIIQ, Astronomía y Lengua de Señas. Y los clubes deportivos son 9, siendo Baloncesto, Voleibol, Fútbol, Ajedrez, Tenis de Mesa, Natación, Karate, Acondicionamiento Físico y Orienteering. 
Las agrupaciones dentro del campus son Enactus, AIESEC y Rama Estudiantil IIEE. Cada carrera puede tener su propia asociación. Actualmente, la escuela tiene 15 asociaciones de diferentes carreras.